# Roberto Bagnasco
Roberto Bagnasco (Novi Ligure, 7 aprile 1950) è un politico italiano.

## Biografia
Nato a Novi Ligure e cresciuto a Rapallo, si è laureato in farmacia presso l'Università degli Studi di Genova ed ha esercitato la professione di farmacista a Rapallo.

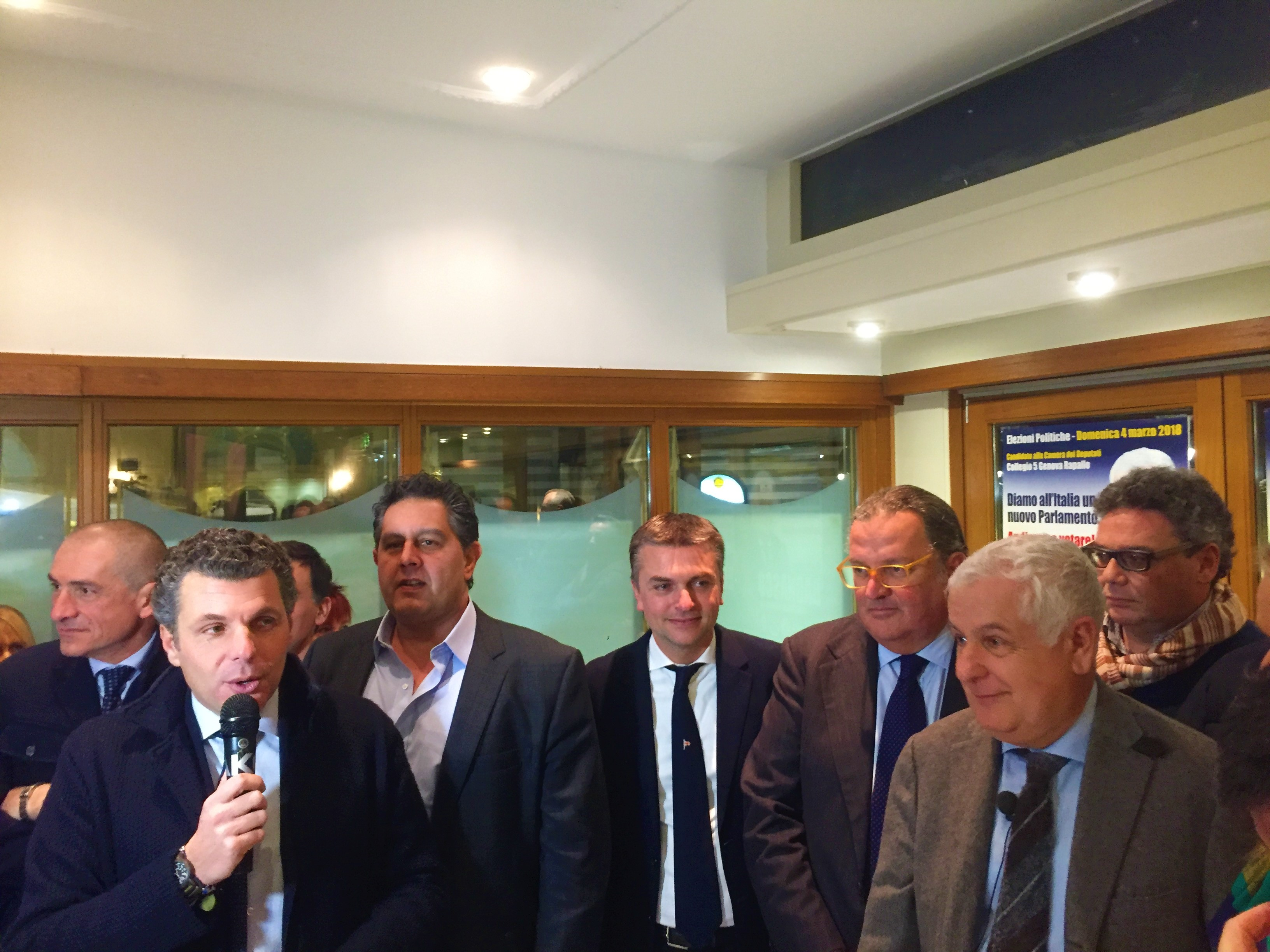
Roberto e Carlo Bagnasco davanti a Andrea Costa, Giovanni Toti, Edoardo Rixi e Roberto Cassinelli durante un comizio per le elezioni politiche del 2018.

È il padre di Carlo Bagnasco, sindaco di Rapallo per due mandati, dal 2014 al 2024, coordinatore regionale di Forza Italia dal 2019 e consigliere regionale dal 2024.

### Attività politica
Alle elezioni amministrative del 1985 scende in politica con la Democrazia Cristiana, candidandosi a consigliere comunale del comune di Rapallo. Una volta eletto, viene nominato assessore. Viene riconfermato in entrambe le cariche alle elezioni del 1990. Nel 1994 aderisce a Forza Italia.
Alle elezioni comunali del 1995 si candida a sindaco di Rapallo come esponente civico di centro-destra; al primo turno ottiene il 41,37% dei voti ed accede al ballottaggio, che vince con il 63,07%, diventando il primo sindaco di Rapallo eletto direttamente dai cittadini. Alle successive elezioni del 1999 si ripresenta, con l'appoggio di Forza Italia, e viene confermato per un secondo mandato al primo turno con il 54,74% dei voti, rimanendo in carica fino al giugno 2004.
Alle elezioni amministrative in Italia del 2002 è candidato a presidente della provincia di Genova per il centrodestra, ottenendo il 35,54% e venendo sconfitto dal candidato di centrosinistra Alessandro Repetto (56,32%). Fino al 2007 ricopre comunque la carica di consigliere provinciale, venendo designato capogruppo di Forza Italia.
Alle elezioni comunali del 2004 viene eletto nuovamente consigliere comunale a Rapallo.
Alle elezioni regionali in Liguria del 2010 (vinte dal candidato di centrosinistra Claudio Burlando) viene eletto consigliere regionale per la provincia di Genova nelle liste de Il Popolo della Libertà con 5.134 preferenze.
Alle elezioni comunali del 2011 è candidato sindaco di Favale di Malvaro, ma ottiene il 5,48% contro l'89,73% di Ubaldo Crino, venendo comunque eletto consigliere comunale.
Alle elezioni politiche del 2018 viene candidato alla Camera dei deputati nel collegio uninominale Liguria - 05 (Genova-Rapallo) per la coalizione di centrodestra in quota Forza Italia, venendo eletto deputato con il 41,48% (68.491 voti), superando Rossana Cuneo del Movimento 5 Stelle (25,68%) e Rosaria Augello del centrosinistra (24,63%). Nella XVIII Legislatura diventa membro della Commissione Affari Sociali e della Sezione Bilaterale Amicizia Italia-Paesi Baltici.
Il 21 giugno 2019 si dimette da coordinatore provinciale di FI per “dare il giusto segnale di cambiamento richiesto affinché tutti i ruoli siano contendibili” in un’ottica di rinnovamento del partito, come voluto dal nuovo coordinatore nazionale, nonché Presidente della Liguria in carica, Giovanni Toti (il quale tuttavia, circa due mesi dopo, verrà rimosso da tale ruolo dal leader del partito Silvio Berlusconi e lascerà Forza Italia per fondare il movimento Cambiamo!). Lo stesso giorno le dimissioni di Bagnasco vengono respinte dal coordinatore regionale ed ex presidente della Liguria Sandro Biasotti, d’accordo con Toti (il successivo 19 dicembre, come accennato, Biasotti perderà tale ruolo in favore di Carlo Bagnasco, figlio di Roberto e sindaco di Rapallo in carica). Il 21 febbraio 2020 Bagnasco cede il ruolo a Giorgio Tasso, capogruppo di Forza Italia nel consiglio comunale di Rapallo.
Alle elezioni politiche del 2022 viene nuovamente candidato alla Camera, nel collegio uninominale Liguria - 04 (La Spezia), venendo rieletto con il 44,49% (pari a 83.052 voti di coalizione), superando l'avversario del centro-sinistra Daniele Montebello (28,67%) di circa 30.000 voti e la candidata del Movimento 5 Stelle Federica Giorgi (12,26%).